# Robert Borg
Robert John „Bob“ Borg (* 27. Mai 1913 in Manila, Philippinen; † 5. April 2005 in Oxford, Michigan) war ein US-amerikanischer Dressurreiter.
Robert Borg nahm an drei Olympischen Spielen – 1948 auf Klingsor, 1952 und 1956 auf Bill Biddle – teil. 1948 in London gewann er gemeinsam mit der Mannschaft (Earl Foster Thomson und Frank Henry) die Silbermedaille in der Dressur; im Einzel belegte er Rang vier. Bei den Panamerikanischen Spielen 1955 in Mexiko-Stadt errang er ebenfalls die Silbermedaille. Zudem war er von 1951 bis 1956 Trainer der Vielseitigkeits-Mannschaft der USA.
1960 hatte Robert Borg einen Reitunfall, nach dem er teilweise gelähmt war. Wegen seiner Behinderung ließ er sich auf seiner Farm in Michigan eine drehbare Plattform aus Holz bauen, um weiterhin mit Pferden arbeiten zu können. Insgesamt trainierte er in seinem Leben rund 600 Pferde.
1999 erhielt Borg von der American Horse Shows Association die Pegasus Medal of Honor, und 2006 wurde er in die Hall of Fame der United States Dressage Federation aufgenommen.